# Disuguaglianza di Singleton
La disuguaglianza di Singleton collega la cardinalità di un codice binario a correzione d'errore C con e, il massimo numero di errori sui bit che compongono il messaggio che il codice stesso consente di correggere. Sia {\displaystyle \ C} un sottospazio dello spazio di Hamming di dimensione n:
{\displaystyle \ C\subseteq H[n,2]}
il cui generico elemento è {\displaystyle \ x=(x_{1},x_{2},...,x_{n})} con {\displaystyle \ x_{i}\in \left\{0,1\right\}}. L'intero e è il più piccolo intero positivo tale che 
{\displaystyle \ d(C)\geq 2e+1} ,
dove {\displaystyle \ d(C)} denota la minima distanza di Hamming tra due elementi del codice.
La disuguaglianza di Singleton afferma che
{\displaystyle \ |C|\leq {\frac {2^{n}}{\sum _{k=0}^{e}{n \choose k}}}} .
Un codice per il quale la disuguaglianza vale con il segno di uguale è detto codice MDS (Maximum Distance Separable).